# Trachycephalus resinifictrix
Espèce
Synonymes
- Hyla resinifictrix Goeldi, 1907
- Phrynohyas resinifictrix (Goeldi, 1907)

Statut de conservation UICN

 LC  : Préoccupation mineure
Trachycephalus resinifictrix ou Rainette Kunawalous (Rainette Kunawalu) est une espèce d'amphibiens de la famille des Hylidae.

## Description

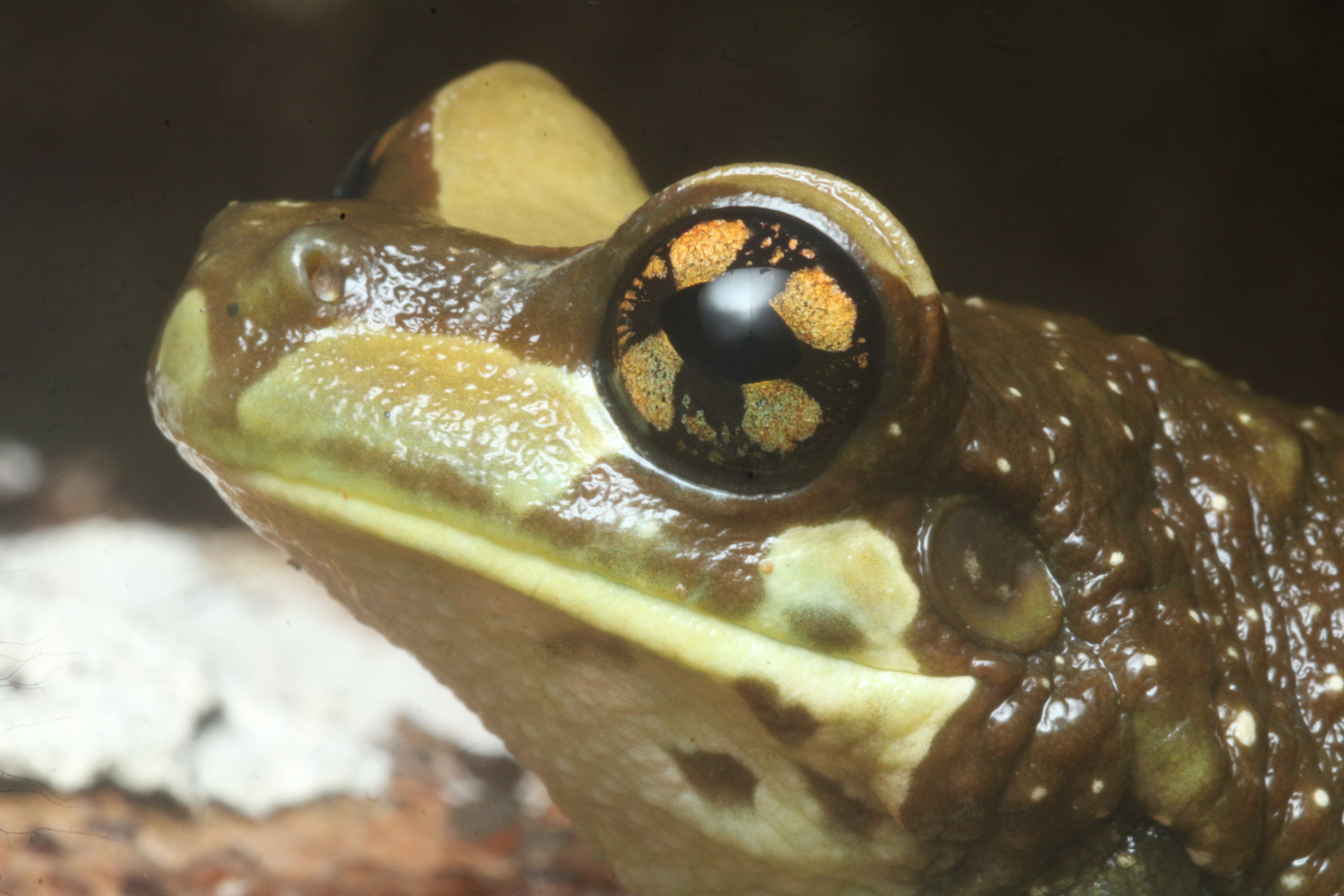
détail de l'œil de Trachycephalus resinifictrix. La forme en croix de l'iris est caractéristique.

Il s'agit d'une rainette de très grande taille, pouvant mesurer 8 cm pour les mâles et 10 cm pour les femelle. La coloration générale de cette espèces est grise à verdâtre avec des larges macules sombres. Son iris en forme de croix est caractéristique. 

## Répartition
Cette espèce se rencontre jusqu'à 450 m d'altitude dans la forêt amazonienne : au Brésil, en Bolivie, au Pérou, en Équateur, en Colombie, au Suriname, en Guyane, au Guyana et au Venezuela.

## Biologie
Cette espèce arboricole vie exclusivement dans la canopée des forêts de terre ferme. Elle se reproduit dans les larges cavités d'eau présentes dans le houppier des grands arbres, jusqu'à 30 m du sol. De fait, il s'agit d'une espèce souvent très difficile à observer depuis le sol. Son chant est très puissant et porte à plusieurs centaines de mètres. Une fois le mâle accouplé, il va continuer de chanter afin d'attirer une autre femelle, dont les œufs serviront à nourrir les têtards déjà présents. On parle alors de têtards oophages.   
Exceptionnellement, il peut arriver que des mâles chantent dans des mares ou dans des ornières, sans que l'on sache si la reproduction peut aboutir. 

## Captivité
Cette espèce est facile à maintenir et à reproduire en captivité, et est de fait souvent présente dans les parcs zoologiques, comme au jardin des plantes de Paris, mais également chez des particuliers. Néanmoins, en France, sa détention est réglementée et est soumise à un certificat de capacité du fait de sa présence naturelle en Guyane. 

## Galerie

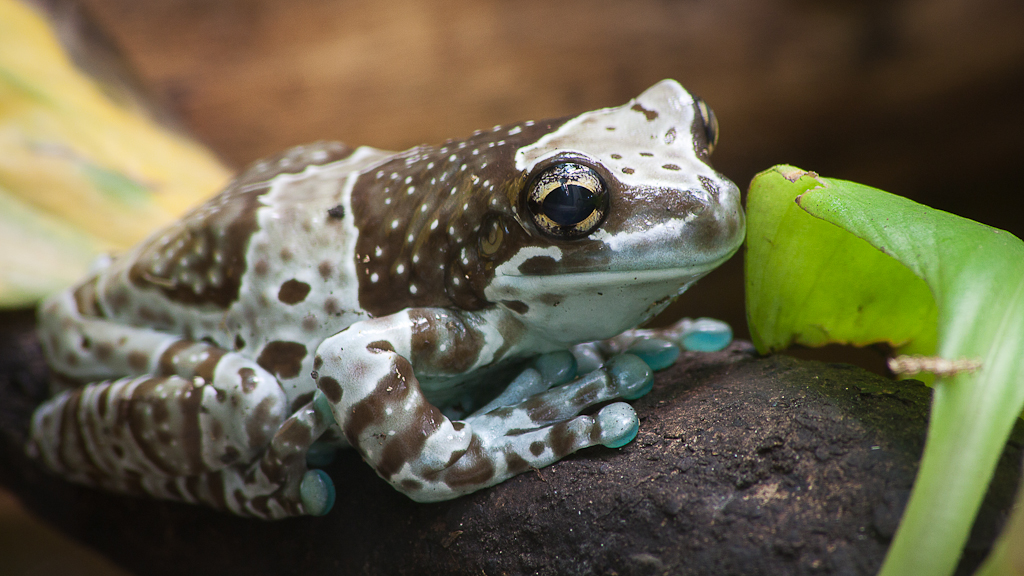
Coloration diurne d'un spécimen en captivité

## Publication originale
- Goeldi, 1907 : Description of Hyla resinifictrix Goeldi, a new Amazonian treefrog peculiar for its breeding habits. Proceedings of the Zoological Society of London, vol. 1907, p. 135–140 (texte intégral).